# Popcorn (chanson instrumentale)
Pour les articles homonymes, voir Pop-corn.
Popcorn est une composition musicale, premier véritable succès de la musique électronique devenu un standard. Elle est écrite en 1969 par l'auteur-compositeur et instrumentiste germano-américain Gershon Kingsley.
Les deux mesures staccato de six croches suivies d'une noire chacune, extrêmement simples, sont reprises indéfiniment à différentes hauteurs, sans autre développement. L'auteur — un Juif allemand ayant fui la Shoah et ayant vécu dans sa jeunesse en Palestine avant de rejoindre ses parents à New York — les a conçues comme un thème bachien exacerbé par le synthétiseur pour évoquer une société de consommation et une modernité heureuses.

## Production
C'est en 1969 que paraît l'album de Gershon Kingsley intitulé Music to Moog By, sur lequel figure le titre Popcorn. Une version 45 tours de Popcorn est également publiée, avec quelques effets supplémentaires par rapport à celle de l'album.
Le morceau est ensuite interprété par le groupe First Moog Quartet (en) formé par Gershon Kingsley. En 1972, le groupe Hot Butter enregistre une nouvelle version de Popcorn. Stan Free (en), ancien collaborateur de Kingsley et membre du First Moog Quartet, fait partie de l'aventure. Il arrange et joue les parties électroniques avec le synthétiseur Moog, l'instrument également principalement utilisé sur l'original. Cette version remporte très vite un grand succès et devient numéro un du hit parade dans plusieurs pays.

## Reprises
Depuis le succès de Popcorn par Hot Butter en 1972, plus de 540 reprises ont vu le jour dans le monde entier, et encore Popcorn est régulièrement interprété. Il existe des versions dans tous les styles, techno, jazz, ska, disco, rock, punk, etc.
Quelques versions et reprises notables :
- Hot Butter, sur l'album Hot Butter, en 1972. C'est la version la plus connue.
- Popcorn Makers en 1972. Version très similaire à celle de Hot Butter.
- Anarchic System en 1972. Première version chantée, en anglais, de Popcorn.
- Viva la Musica en 1972. Version chantée en anglais, album Alta Tension (Argentine et Uruguay).
- Pop Corn Orchestra par Jammie Jefferson en 1973. Il s'agit en réalité d'un bref pseudonyme du compositeur Jean-Michel Jarre.
- Antoine en 1972. Version chantée.
- Las Trillizas de Oro - Pochoclo, en 1972.
- Byron Lee and the Dragonaires en 1972. Reprise reggae sur l'album Reggay Roun' the World.
- Yvette Horner reprend Popcorn en Live dans une émission de Danièle Gilbert[5].
- M&H Band en 1987. Ces versions sont souvent attribuées — à tort[6] — à Kraftwerk ou à Jean-Michel Jarre. Jean-Michel Jarre interprète effectivement Popcorn, mais en 1973 et sous le nom de The Popcorn Orchestra / Jammie Jefferson. En revanche, le groupe Kraftwerk n'a jamais sorti de version de Popcorn.
- Denki Groove (en) (groupe japonais) en 1993.
- Boomtang Boys (en) en 1999. Ce remix techno est parfois attribué à Aphex Twin, notamment sur les réseaux Peer-to-peer.
- Gershon Kingsley en 2000, dans l'album At Home With the Groovebox.
- Gigi D'Agostino en 2003, dans l’EP Silence E.P. Underconstruction 1.
- Marsheaux en 2004, dans l'album E-Bay Queen.
- Popcorn de Crazy Frog en 2005.
- Le chanteur persan exilé aux États-Unis Shadmehr Aghili, dont l'album s'intitule Popcorn, avec la chanson Popcorn reprise en 2005.
- Muse en face B du single Resistance et lors de plusieurs concerts comme Taratata du 21 octobre 2009 sur France 4[7], et au théâtre du Chatelet le 8 septembre 2009 ;
- Le chef suédois (Le Muppet Show) en 2010.
- L'album Popcorn sorti sur Ultra Eczema (nl) en 2010 inclut 39 versions expérimentales de Popcorn.
- L'interprétation d'Omar Khorshid dans son album Belly Dance with Omar Khorshid and his magic guitar sorti en 1974.
- Le groupe Russe Messer Chups reprend cette version façon surf musique sur l'album Surf Riders From The Swamp Lagoon.
- Punyaso, un artiste musical Espagnol, remixe la chanson en 2014.
- Steve Aoki, Dzeko et Ummet Ozcan remixent le titre en 2019.
- Le refrain de la chanson 2 Die 4 (2022) de la chanteuse Tove Lo reprend le thème de Popcorn.
- En 2024, Jean-Michel Jarre réédite, sous son propre nom, la version qu'il avait enregistrée en 1973 sous le nom de The Popcorn Orchestra.